# Trissernis elaeodes
Trissernis elaeodes är en fjärilsart som beskrevs av Turner 1902. Trissernis elaeodes ingår i släktet Trissernis och familjen nattflyn. Inga underarter finns listade i Catalogue of Life.